# Carlo Maria Maggi
Carlo Maria Maggi (Milà, 3 de maig de 1630 - Milà, 22 d'abril de 1699) va ser un escriptor i comediògraf llombard, considerat el pare de la literatura milanesa moderna.

## Biografia
Fill únic de Giovan Battista Maggi, un comerciant benestant d'or i sedes, i d'Angela Riva, Carlo Maria Maggi va nàixer a la casa pairal de Porta Romana, enfront del monestir de Lentasio. Fugint de la terrible pesta que va desolar la ciutat de Milà aquell any, ell i els seus progenitors es refugiaren en la seua finca familiar de Lesmo, a Brianza. A Milà va estudiar en el col·legi jesuític de Brera. Als disset anys, complint el desig de son pare, es matriculà en la facultat de dret de la Universitat de Bolonya, on el 1649 es llicencià in utroque iure. De retorn a Milà, tornà a freqüentar el col·legi de Brera, i sol·licità el càrrec de secretari municipal, que li fou denegat per la seua curta edat. Llavors emprengué un llarg període de viatges per diverses parts d'Itàlia, per tal d'ampliar els seus coneixements i millorar la seua cultura; estigué a Roma, a Florència, a Nàpols i a Venècia, abans d'establir-se definitivament en la seua terra natal, on el 14 de setembre de 1656 es va casar amb Anna Maria Monticelli, que li donaria onze fills. Els anys següents va viure a Milà fins als seus darrers dies, envoltat de l'estima dels seus conciutadans, que apreciaven la seua doctrina i la rectitud amb què va exercir els importants càrrecs de secretari del Senat, professor de lletres llatines i gregues a les escoles palatines, conservador de fronteres i superintendent de la Universitat de Pavia. L'abril del 1699 va caure malalt de pleuresia i va morir la nit del 22 al 23. Fou soterrat a la basílica de San Nazzaro.

## Trajectòria literària

### Teatre
La seua obra literària rebé grans elogis i li valgué grans honors, i va ser nomenat membre de moltes acadèmies, incloses la Crusca i l'Arcàdia. De jove va compondre diversos melodrames (Augusto in Egitto, Bianca di Castiglia, etc.), que després va rebutjar. També va escriure pròlegs, interludis, diverses escenes, La Griselda, una tragèdia derivada de la novel·la de Boccaccio, dos drames sacres: Teopisto i Il ritorno d'Azoto (que recrea la paràbola del fill pròdig), la Ifigenia derivada d'Eurípides i la Troade derivada de Sèneca. Però de totes les seues produccions teatrals es recorden especialment les comèdies en vers, en què alguns personatges parlen en dialecte milanés: Il manco male (1695), Il barone di Birbanza (1696), I consigli di Meneghino (1697), Il falso filosofo (1698), Il Concorso de' Meneghini (1698-1699), amb entremesos autònoms (Dell'Ipocondria, Per una tragedia, Delle Dame sugli spassi del Carnevale, Beltraminna vestita alla moda, Dell'Ambizione). Les va compondre els darrers anys de la seua vida. Notables per les escenes i personatges presentats amb molta vivacitat, aquestes comèdies van tenir el mèrit de popularitzar la figura de Meneghino, que amb el temps es va convertir en la maschera o encarnació típica del poble milanés. Els punts clau de la seua obra teatral són la reconciliació del teatre amb l'Església (no assenyalant amb el dit com Molière, sinó proposant valors positius), la crítica de l'ètica protestant (per a la qual l'èxit seria un signe d'aprovació divina), l'inconformisme i l'idealisme patriòtic.

### Poesia

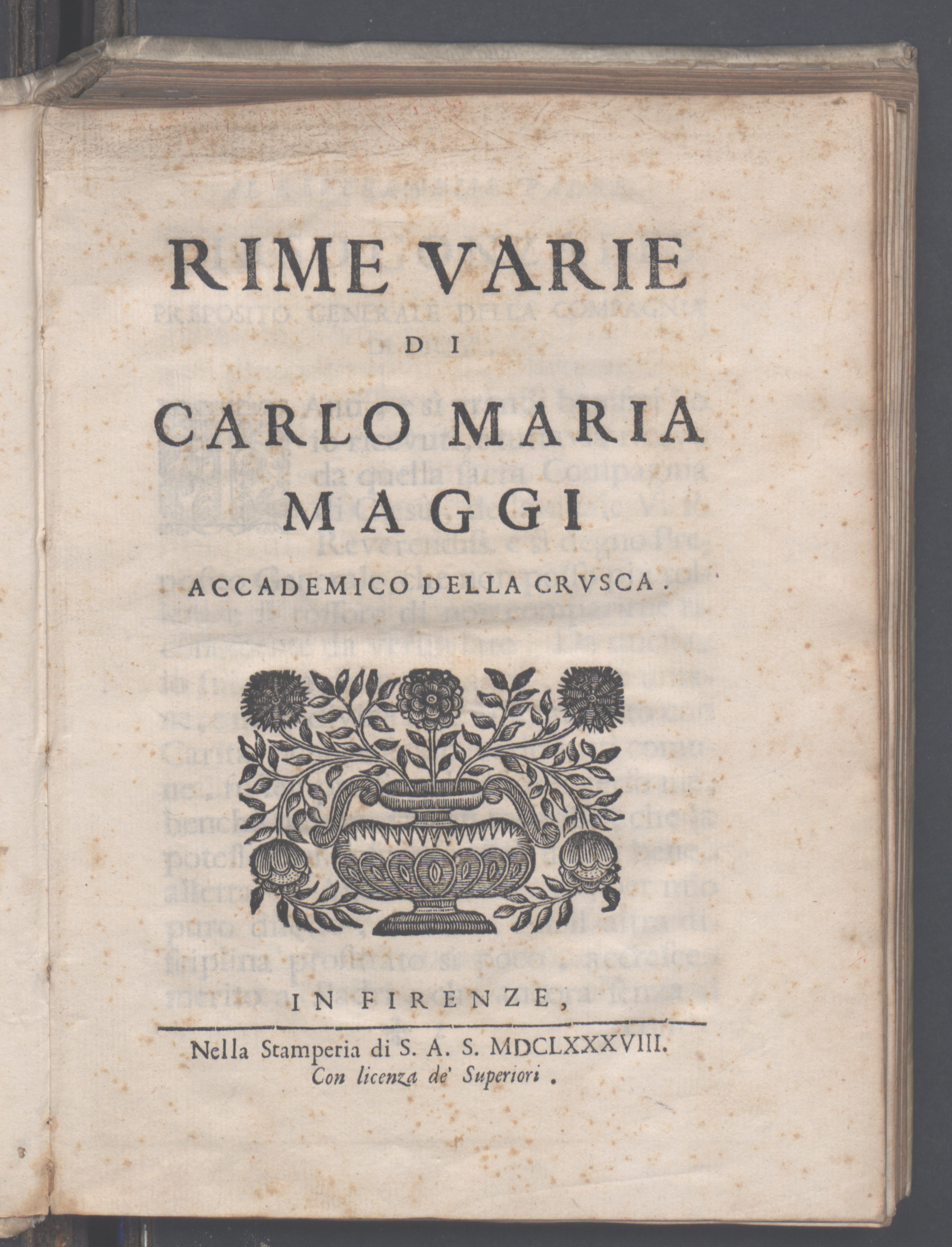
Rime varie de Carlo Maria Maggi. Florència, 1688

Maggi també va compondre poesies en llatí, en grec i en castellà, i moltes en italià, no poques de les quals sobre temes morals i religiosos. Entre les seues obres en italià hi ha un recull de poemes amorosos, apreciats per alguns com un aire fresc, menyspreats per altres per transgressors (l'Accademia della Crusca va desaprovar els seus termes d'origen llombard); probablement Maggi va assumir el corrent dialectal precisament per antagonisme enfront de la prepotència dels puristes florentins. Va començar seguint el gust de l'època per la pompa i la subtilesa; després es va anar corregint a si mateix i la seua fama de poeta va ser tan gran en el seu temps que Muratori no va dubtar a comparar-lo amb Dante i Petrarca. Avui Maggi ens apareix com un versificador correcte, però fred, de poca originalitat, i gairebé només es recorden les seues poesies inspirades en l'amor al país, tot i que generalment no s'aparten dels tòpics habituals. Més vius són els poemes burlescos, molts dels quals en dialecte milanés. La seua producció en milanés consta de rimes i comèdies; les rimes són sobretot poemes de circumstàncies que descriuen moments de la vida burgesa.

### Altres
En prosa va escriure oracions llatines i italianes, moltes cartes i la traducció del francés de dos llibrets espirituals: Sentimenti di pietà i Il ritiramento delle dame. A aquest darrer va afegir, com a apèndix, alguns dels seus Trattenimenti per le dame (Milà, 1687).

## Edicions
L'edició més extensa de les obres de Maggi és la publicada a Milà el 1700 a cura de Ludovico Antonio Muratori, que inclou rimes diverses, cartes familiars i altres escrits. El mateix any també es van publicar els seus escrits dialectals a Venècia, reeditats posteriorment amb el títol de Comedie e rime in milanese (Milà, 1701). El 1728 es van recollir les composicions llatines en Anecdota posthuma miscellanea. Antonio Cipollini seleccionà una Scelta di poesie e prose edite e inedite (Milà, 1900), amb un estudi sobre l'autor.